# Мотилин
Мотилин — полипептидный гормон, вырабатываемый эндокринными М-клетками эпителиальной выстилки тонкого кишечника. Уровень мотилина в крови повышается с периодичностью в 100 минут в промежутках между приемами пищи. Мотилин является главным регулятором межпищеварительных моторных мигрирующих комплексов. Он также стимулирует выработку пепсиногена главными клетками слизистой желудка. Гормон впервые был выделен Брауном (J.C. Brown) в результате очистки секретина.

## Открытие
Мотилин был открыт командой исследователей во главе с Брауном (John C. Brown) из Университета Британской Колумбии в 1967 году в результате экспериментов по влиянию рН в двенадцатиперстной кишке на сократительную деятельность желудка у собак. Браун успешно выделил активный гормон в чистой форме путём очистки фракции секретина свиньи на карбоксиметилцелюллозе, и окончательно определил его химическую структуру в 1973 году.

## Структура
Имеет массу 2698 Да. Состоит из 22 аминокислотных остатков, расположенных в следующей последовательности:
Phe-Val-Pro-Ile-Phe-Thr-Tyr-Gly-Glu-Leu-Gln-Arg-Met-Gln-Glu-Lys-Glu-Arg-Asn-Lys-Gly-Gln
В результате ЯМР-спектроскопии мотилина в кислом бицеллярном растворе было обнаружено, что его молекула имеет альфа-спиральную структуру между Glu9 и Lys20, а её N-конец организован в β-складчатость.
Аминокислотная последовательность мотилина кодируется геном MLN, расположенным на коротком плече 6 хромосомы. Продуктом транскрипции и последующей трансляции этого гена является предшественник мотилина, промотилин. Существует три изоформы предшественника мотилина, образующиеся в результате альтернативного сплайсинга первичного транскрипта гена, длиной в 115, 114 и 108 аминокислотных остатков. Вследствие протеолитического процессинга всех трех изоформ предшественников, образуется один и тот же зрелый пептид длиной в 22 аминокислотных остатков.

Аминокислотные последовательности предшественников мотилина и грелина — ещё одного пептидного гастроинтестинального гормона — совпадают почти на 50 % , а зрелые молекулы сходны в аминокислотной последовательности на 36 %. На основании структурного сходства эти пептиды объединяют в единое семейство мотилина.

## Функции

### Роль в моторике желудочно-кишечного тракта
Мотилин играет особую роль в периодической моторной деятельности желудочно-кишечного тракта, а именно в развитии мигрирующего миоэлектрического (моторного) комплекса (ММК), возникающего в период между приемами пищи, у человека и некоторых других млекопитающих. ММК возникает в гладкомышечных клетках тела желудка и продвигается («мигрирует») в дистальном направлении. Значение этой сократительной деятельности ЖКТ состоит в продвижении по пищеварительному тракту остатков пищи, пищеварительных соков, слизи, скоплений бактерий.

Мигрирующий моторный комплекс состоит из четырёх циклически повторяющихся фаз: после длительного периода относительного покоя (фаза 1; продолжительность около 1 часа) и эпизодических, постепенно нарастающих сокращений (фаза 2; продолжительность около 30 мин), двигательная активность резко возрастает — возникают интенсивные ритмические сокращения (фаза 3; продолжительность около 15 мин), которые затем в течение короткого времени стихают (фаза 4). Пик концентрации мотилина в крови приходится на 3 фазу ММК. Внутривенное введение мотилина преждевременно вызывает сокращения, характерные для третьей фазы ММК.

### Другие функции
Мотилин усиливает секрецию пепсиногена главными клетками желудка. Он также влияет на эндокринную функцию поджелудочной железы, стимулируя выделение клетками островков Лангерханса инсулина, панкреатического полипептида и соматостатина. Сравнительно недавние исследования также обнаружили, что мотилин стимулирует пролиферацию преадипоцитов и дифференцировку адипоцитов, а также способствует накоплению последними жиров.

## Присутствие в центральной нервной системе
Экспрессия гена MLN различна в клетках разных отделов ЦНС. Наибольшая концентрация мотилина у человека обнаружена в гиппокампе, наименьшая — в полушариях конечного мозга. У животных распределение мотилин-экспрессирующих клеток в ЦНС несколько иное. К примеру, у кошек наибольшая концентрация мотилина выявлена в гипоталамусе, наименьшая — в мосту; у крыс его концентрация самая высокая в мозжечке. Предполагается, что мотилин является нейромедиатором, однако его роль и значение в центральной нервной системе изучены недостаточно.

## Регуляция
Мотилин выделяется в кровоток эндокринными М-клетками (не путать с М-клетками пейеровых бляшек), расположенными на дне крипт слизистой тонкого кишечника (в особенности двенадцатиперстной и тощей кишки). Механизмы регуляции секреции мотилина до конца не выяснены, однако известно, что присутствие в просвете двенадцатиперстной кишки желчи значительно усиливает его выделение. Наличие кислого химуса в двенадцатиперстной кишке снижает выделение мотилина. Концентрация мотилина в плазме значительно снижается при приеме пищи и продолжает оставаться низкой до тех пор, пока продолжается характерная для процесса переваривания моторная активность желудка. Исследования также показали, что секреция мотилина контролируется холинэргическими невагальными эфферентами к М-клеткам. Высвобождение мотилина стимулируется простагландином Е2 и бомбезином, и угнетается соматостатином и адреналином. Сам мотилин вызывает секрецию ещё большего его количества М-клетками, то есть существует положительная обратная связь между его концентрацией в крови и выделением.

## Агонисты
Некоторые антибиотики класса макролидов (например, эритромицин и азитромицин) имеют ряд побочных эффектов, связанных с влиянием на функцию желудочно-кишечного тракта. Этот факт объясняется тем, что данные соединения являются агонистами мотилина. Они действуют на гладкомышечные клетки стенок ЖКТ через рецепторы мотилина. В связи с этим рассматривается использование в клинике этих веществ в качестве прокинетиков — препаратов, стимулирующих моторику желудочно-кишечного тракта.
Исследования показывают, что эритромицин, действуя через рецепторы мотилина, вызывает появление интенсивных ритмических сокращений мышечных слоев желудка, подобных наблюдаемым во время третьей фазы мигрирующего моторного комплекса, а также стимулирует кишечную перистальтику. Азитромицин вызывает подобные эритромицину изменения в двигательной активности желудочно-кишечного тракта. Однако применение их в качестве прокинетиков ограничено из-за антибактериальных свойств.
На основе эритромицина синтезированы другие макролидные соединения, обладающие меньшей антибактериальной и более высокой прокинетической активностью, названные «мотилидами» (англ. motilide, motilin-like macrolide). Мотилиды, такие как ABT-229 и митемцинал, имеют высокий потенциал применения в клинике для лечения расстройств двигательной активности желудка и кишечника.